# Guttigera rhythmica
Guttigera rhythmica är en fjärilsart som beskrevs av Diakonoff 1955. Guttigera rhythmica ingår i släktet Guttigera och familjen styltmalar.
Artens utbredningsområde är Papua Nya Guinea. Inga underarter finns listade i Catalogue of Life.